# Vito Crimi
Vito Claudio Crimi (Palermo, 26 aprile 1972) è un politico italiano, capo politico ad interim del Movimento 5 Stelle dal 22 gennaio 2020 al 6 agosto 2021.
È stato dal 16 settembre 2019 al 13 febbraio 2021 viceministro dell'interno nel governo Conte II e dal 22 gennaio 2020 al 6 agosto dell'anno successivo è stato capo politico facente funzioni del Movimento 5 Stelle, a seguito delle dimissioni di Luigi Di Maio; il 6 agosto 2021 gli è succeduto l'ex Presidente del Consiglio Giuseppe Conte, in seguito alla votazione tenutasi sul sito del Movimento.

## Biografia
Nato a Palermo, figlio di impiegati, è cresciuto nel quartiere di Brancaccio frequentando gli scout, si diploma nel 1990 con il massimo dei voti presso il liceo Scientifico Ernesto Basile.
Successivamente si è iscritto al corso di laurea in matematica dell'Università degli Studi di Palermo, senza però completare gli studi.
Nel 2000 si è trasferito a Brescia, dove dal 1999 risiede e lavora come assistente giudiziario nella segreteria di presidenza all'omonima Corte d'Appello, occupandosi dalla gestione del personale all’organizzazione e gestione dell’anno giudiziario, dai bandi di gara europei per le forniture del nuovo Palagiustizia di Brescia al portale web degli uffici giudiziari della città lombarda.

### Meetup e gli inizii
Nel 2007, dopo il primo V-Day, si è iscritto al Meetup Amici di Beppe Grillo di Brescia, divenendo poi con la nascita del Movimento 5 Stelle il suo portavoce in Lombardia.
Alle elezioni regionali in Lombardia del 2010 è stato il candidato alla presidenza della Regione Lombardia per il Movimento 5 Stelle, in occasione delle quali arriva quarto, ottenendo il 3% delle preferenze (144.000). Prima di allora, come ha spiegato nella trasmissione di Radio 1 Un giorno da pecora, aveva votato per Rifondazione Comunista, Partito Democratico della Sinistra, Italia dei Valori e Alleanza Nazionale.

### Elezione a senatore
Alle elezioni politiche del 2013 viene candidato, ed eletto, al Senato della Repubblica, tra le liste del M5S nella circoscrizione Lombardia. Nel corso XVII legislatura della Repubblica è stato membro della 1ª Commissione Affari Costituzionali del Senato, della Giunta per le Elezioni e per le Immunità parlamentari e del Comitato parlamentare per la sicurezza della Repubblica (COPASIR), oltre a distinguersi, secondo l'associazione Openpolis, per un indice di produttività nell'attività parlamentare fra i più elevati.
Dal 19 marzo al 16 giugno 2013 è stato presidente del gruppo parlamentare del Movimento 5 Stelle al Senato. In virtù del regolamento interno del gruppo, che prevede la rotazione trimestrale della carica, gli succede il senatore Nicola Morra. È stato uno dei primi grillini che l'Italia ha conosciuto quando, come capogruppo al senato ha partecipato, insieme con Roberta Lombardi, alla diretta streaming con il segretario del PD Pier Luigi Bersani, dove dicendo: "Non ce la sentiamo di fidarci di voi" ha in maniera netta chiuso ad un’ipotesi di governo con l’allora PD.
Alle elezioni politiche del 4 marzo 2018 viene rieletto senatore, tra le liste proporzionali del partito nella medesima circoscrizione, mentre con il 17,42% viene superato sia dal candidato del centrodestra Stefano Borghesi (56,21%) sia da quello del centrosinistra Lorenzo Cinquepalmi (20,61%) nel collegio uninominale Lombardia 02 - 15 (Lumezzane). Assume successivamente il ruolo di vice-presidente vicario del gruppo parlamentare M5S, oltre a presiedere i primi due mesi la Commissione speciale per l’esame degli atti urgenti presentati dal governo.

### Governi Conte

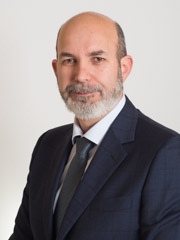
Vito Crimi rieletto al Senato della Repubblica nel 2018

In seguito alla nascita del primo governo Conte tra il Movimento 5 Stelle e la Lega, il 13 giugno 2018 è stato nominato Sottosegretario di Stato alla Presidenza del Consiglio dei ministri con delega all'informazione, all'editoria e (il 22 dicembre 2018) alla ricostruzione post-sisma nell’Italia centrale dal Consiglio dei ministri, carica che ha mantenuto fino alla fine dell'esecutivo il 5 settembre 2019. Durante il mandato da sottosegretario si è occupato di interrompere il rinnovo della convenzione del 1994 con Radio Radicale sui fondi pubblici, oltre che di battere tutti i territori coinvolti nel sisma impegnandosi su tempi e fondi da stanziare.
Dopo la caduta del primo governo Conte e l'insediamento del secondo governo Conte, formato da M5S, Partito Democratico e Liberi e Uguali, il 13 settembre 2019 viene nominato dal Consiglio dei Ministri viceministro dell'Interno, affiancando il ministro Luciana Lamorgese, dal 14 agosto 2020 assieme a Matteo Mauri.

### Vertici del Movimento 5 Stelle
Con l'introduzione del nuovo statuto M5S, verso la fine del 2017 voluto dal capo politico del Movimento 5 Stelle Luigi Di Maio, Crimi entra a far parte del Comitato di Garanzia, un organo di controllo, assieme a Giancarlo Cancelleri e Roberta Lombardi.
Il 22 gennaio 2020, a seguito delle dimissioni di Di Maio come capo politico del Movimento 5 Stelle dopo le elezioni regionali in Emilia-Romagna e Calabria, in occasione della presentazione dei facilitatori regionali del M5S, assume ad interim la guida del partito a norma del regolamento interno, in quanto membro più anziano del Consiglio di garanzia, con l'obiettivo di guidarlo fino ai cosiddetti "Stati Generali" durante i quali si deciderà definitivamente la guida politica.
Il 6 agosto 2021 viene sostituito da Giuseppe Conte nella carica di leader del partito, venendo successivamente nominato da Conte Responsabile dei dati personali del Movimento 5 stelle.

### Fuori dal Parlamento
Per via della regola interna del M5S sul "limite dei due mandati", non viene ricandidato dal M5S alle elezioni politiche del 2022. Successivamente ritorna a lavorare al Palazzo di Giustizia di Brescia, ma viene nominato, assieme a Paola Taverna, consulente del gruppo parlamentare del M5S.

## Vita privata
Appassionato per i libri di Ken Follett e Tom Clancy, è fidanzato con la collega deputata del Movimento 5 Stelle Paola Carinelli, con la quale ha avuto un figlio. Ha inoltre un altro figlio nato dall'ex moglie Maria Cristina Flaiani.

### Fonti
1. ↑   M5S: Crimi indicato come capogruppo al Senato, su Giornale di brescia, 4 marzo 2013. URL consultato il 29 ottobre 2021.
2. 1 2 3 4 5   Emanuele Buzzi, L'impiegato boyscout che vuole i referendum online e senza quorum, su Corriere della Sera, 4 marzo 2013. URL consultato il 22 febbraio 2023.
3. 1 2 3 4   Chi è Vito Crimi del Movimento 5 Stelle?, su Open, 22 gennaio 2020. URL consultato il 25 ottobre 2021.
4. 1 2 3   M5S: la nuova capogruppo Lombardi rivalutava il fascismo "buono", su Il Fatto Quotidiano, 4 marzo 2013. URL consultato il 22 febbraio 2023.
5. 1 2 3   Chi è Vito Crimi, capogruppo M5S al Senato, su Il Post, 4 marzo 2013. URL consultato il 25 ottobre 2021.
6. ↑   Elezioni regionali 2010 - Il riepilogo lombardo, su Giornale di brescia, 30 marzo 2010. URL consultato il 28 ottobre 2021.
7. ↑   Concetto Vecchio, Torna Crimi, quello dello streaming, su Archivio - la Repubblica.it. URL consultato il 30 giugno 2021.
8. 1 2  senato.it - Composizione del Gruppo Movimento 5 Stelle nella XVII Legislatura
9. 1 2   Vito Claudio Crimi, su Ministero dell‘Interno. URL consultato il 29 ottobre 2021.
10. ↑   Bersani Crimi, Pd 5Stelle, in diretta streaming. Nulla di fatto, su positanonews.it, marzo 2013. URL consultato il 23 gennaio 2020.
11. ↑   Vito Crimi, biografia dell'eterno reggente M5S che ha tradito il fondatore Beppe Grillo, su True News., 5 luglio 2021. URL consultato il 25 ottobre 2021.
12. ↑   Sky TG24, Vito Crimi, chi è il reggente del M5s, su tg24.sky.it. URL consultato il 29 ottobre 2021.
13. 1 2   Chi è Vito Crimi, il "reggente" del Movimento 5 Stelle, su Agi. URL consultato il 25 ottobre 2021.
14. ↑   Per Radio Radicale, circa 290 milioni dal 1994, su Pagella Politica. URL consultato il 19 novembre 2022.
15. ↑   Il pentastellato Vito Crimi viceministro degli Interni, su Giornale di brescia, 13 settembre 2019. URL consultato il 29 ottobre 2021.
16. 1 2   Vito Crimi, nuovo capo politico del Movimento 5 Stelle, su Il Post, 22 gennaio 2020. URL consultato il 28 ottobre 2021.
17. ↑   Le nuove regole del Movimento 5 Stelle, su Il Post, 30 dicembre 2017. URL consultato il 28 ottobre 2021.
18. ↑   Di Maio annuncia ai ministri M5s le dimissioni da capo politico: le motivazioni nel discorso pubblico. Crimi reggente come da statuto, su Il Fatto Quotidiano, 22 gennaio 2020. URL consultato il 22 febbraio 2023.
19. ↑   Conferma: alle 17 Luigi Di Maio si dimette da capo politico. Verso la reggenza di Vito Crimi?, su Open, 22 gennaio 2020. URL consultato il 25 ottobre 2021.
20. ↑   Giuseppe Conte è il nuovo presidente del M5s: oltre 62mila iscritti votano sì. L'ex premier: "Voglio restituire dignità alla politica", su Il Fatto Quotidiano, 6 agosto 2021. URL consultato il 25 ottobre 2021.
21. ↑   M5s, ecco la nuova segreteria di Conte. Il leader: "Il confronto con il Pd continui, ma non siamo accessori. La fiducia a Draghi non è in bianco", su Il Fatto Quotidiano, 21 ottobre 2021. URL consultato il 25 ottobre 2021.
22. ↑   Vito Crimi torna in tribunale a Brescia per un giorno, poi subito in aspettativa, su Giornale di brescia, 23 ottobre 2022. URL consultato il 19 novembre 2022.
23. ↑   M5s, la tesoriera: "Crimi e Taverna saranno consulenti del gruppo in Parlamento? Non è illegale, altri assumono indagati e inquisiti", su Il Fatto Quotidiano, 14 novembre 2022. URL consultato il 19 novembre 2022.
24. ↑   Cinque Stelle: Vito Crimi e Paola Carinelli aspettano un figlio - Giornale di Brescia, in Giornale di Brescia, 2 gennaio 2018. URL consultato il 22 gennaio 2018.